# Parafia Chrystusa Króla w Czyżowicach
Parafia pw. św. Chrystusa Króla w Czyżowicach – katolicka parafia w dekanacie gorzyckim, istniejąca od 1967  roku. Kościół poświęcił abp Damian Zimoń w 2002 roku. Parafia została wydzielona z parafii św. Barbary w Wodzisławiu Śląskim-Jedłowniku.
Od 1967 do 1970 r. parafia należała do dekanatu wodzisławskiego, następnie weszła w skład dekanatu gorzyckiego.

## Proboszczowie[1]
Ks. Paweł Doleżych (od 1 października 1941 do wiosny 1942)
Ks. Reginald (Reinhold) Knauer (lokalista 1942 – 1945)
Ks. Joachim Hilszer (kuratus od 24 maja 1948 do 1959)
Ks. Karol Bardoń (kuratus 1959 – 1965, administrator 1965 – 1966, proboszcz 1966 – 1968)
Ks. Hilary Bywalec, (administrator 1968 – 1980, proboszcz 1980 – 1995)
Ks. Jerzy Dudek (administrator 1995,  proboszcz 1996 – 2016)
Ks. Adam Żemła (administrator od 14 sierpnia 2016, proboszcz od 15 września 2017)

## Grupy parafialne
Na terenie parafii działa kilka grup parafialnych:
- Ministranci,
- Dzieci Maryi,
- Żywy Różaniec,
- Ruch Światło-Życie (zwany również Oazą),
- Grupa Genezaret,
- Krąg Biblijny,
- Magnificat.